# Sayyid Qutb

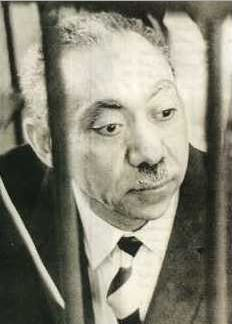
Sayyid Qutb (1965) vor Gericht

Sayyid Quṭb Ibrāhīm Ḥusayn al-Shādhilī, einfach bekannt als Sayyid Qutb, auch Syed Kotb, Seyyid oder Sayyed Koteb (arabisch سَيِّد قُطب, DMG Sayyid Quṭb; geboren am 9. Oktober 1906 in Muscha, Gouvernement Asyut; gestorben am 29. August 1966 in Kairo) war ein ägyptischer Journalist und einflussreicher Theoretiker der ägyptischen Muslimbruderschaft. Er gilt neben Ruhollah Chomeini und Al-Maududi als einer der bedeutendsten islamistischen Ideologen des 20. Jahrhunderts. 1966 wurde er wegen Teilnahme an einer Verschwörung gegen den Staatspräsidenten Gamal Abdel Nasser vor Gericht gestellt und durch Hängen hingerichtet.
Seine fundamentalistischen Schriften trugen entscheidend zur Prägung vieler nachfolgender islamistischer militanter Organisationen und Gruppierungen bei. Dazu gehören sein Hauptwerk Fī ẓilāl al-qurʾān („Im Schatten des Korans“), ein 30-bändiger Kommentar zum Koran, sowie Zeichen auf dem Weg bzw. Wegmarken (arabisch معالم في الطريق, DMG maʿālim fī ṭ-ṭarīq).
Qutbismus bezeichnet die von Sayyid Qutb begründete Ideologie, deren zentrales Thema der Gegensatz von Dschāhilīya und Islam ist und für islamische Gesellschaften wie schon Qutb die Einführung bzw. Wiedereinführung der Scharia als landesweites Gesetz fordert. Solche Forderungen und die Natur der Dschāhilīya blieben seither für den islamischen Radikalismus einer der bedeutendsten Inhalte.

## Leben

### Frühe Jahre
Sayyid Qutb wurde 1906 in einem Dorf mit koptisch-christlicher und muslimischer Bevölkerung geboren und stammte aus einer bürgerlichen Familie. Bei der Wahl zwischen der Koranschule und der staatlichen Schule entschied man sich für letztere. In seiner Jugend kümmerte er sich nicht um den Islam; erst später bekannte er sich ausdrücklich dazu. Er eignete sich einen großen Teil seines Wissens über den Islam durch das Bücherstudium an. Allerdings berichten zahlreiche Biographien über eine religiös bestimmte Kindheit von Sayyid Qutb und darüber, dass er schon als Grundschüler den Koran auswendig gelernt habe.
Sein Vater war Abgeordneter der Wafd-Partei. So kam er durch die Besucher in seinem Elternhaus als Jugendlicher schon früh mit Politik und damit dem arabischen Nationalismus in Berührung. Nach Beendigung der Schulzeit begann er sein Studium am Institut für Lehrerausbildung in Kairo, während er bei seinem Onkel, einem Journalisten, wohnte. Nach erfolgreichem Abschluss absolvierte er seine Ausbildung 1933 am Dār al-ʿUlūm („Haus der Wissenschaften“), die damals als fortschrittlicher galt als die traditionsgebundene al-Azhar-Universität.
In den folgenden sechzehn Jahren arbeitete er für das Bildungsministerium und verfasste zahlreiche Vorschläge zur Umgestaltung des Erziehungswesens, die jedoch keine Beachtung fanden. Gleichzeitig trat er als Journalist für auflagenstarke Zeitungen, als Autor und Literaturkritiker in Erscheinung. Dabei wurde er mit dem Schriftsteller Nagib Mahfuz bekannt und half ihm, seine ersten Werke zu veröffentlichen. In seinen Werken verarbeitete er seine Lebensabschnitte. Sein Junggesellentum wird von einigen Biographen mit seinen religiösen Überzeugungen in Verbindung gebracht, ist aber auch vor dem Hintergrund seines verschlossenen Charakters und seiner lebenslangen Kränklichkeit zu sehen.
Als ehemaliges Mitglied der Wafd-Partei entsagte er 1945 der Parteipolitik und wandelte sich zum Fürsprecher nationalistischer Ideen, wodurch er den Zorn König Faruqs auf sich zog.

### Reise in die USA
1949 wurde er im Auftrag des Bildungsministeriums außer Landes geschickt, um zwei Jahre lang in den USA das dortige Bildungssystem zu studieren. Er absolvierte ein Studium an der University of Northern Colorado in Greeley (Colorado), sowie an der Stanford University in Kalifornien. Die Erlebnisse während seines Aufenthalts und seine Wahrnehmung von Promiskuität, von Rassismus und Rassentrennung, die auch ihn als Ägypter traf, sowie die „Huldigung des Geldes“ trugen zu Qutbs expliziter Ablehnung des American Way of Life bei. Allerdings bekundete Qutb selbst rassistische Vorurteile gegenüber der schwarzen Bevölkerung. Darüber hinaus entwickelte er einen festverankerten Rassismus gegenüber der weißen Bevölkerung und urteilte dass der weiße Mann, der Feind der Menschheit sei. In einem 1951 erschienenen Bericht über seine Amerikareise beschrieb er die USA als ein Volk, das im Bereich der Wissenschaft und der Arbeit Spitzenleistungen erbringt, im Gefühls- und Verhaltensbereich jedoch in einem primitiven Stadium verbleibt. Diese Erfahrungen verstärkten seine generell antiwestliche Haltung, die schon in den frühen 1940er Jahren begonnen hatte, als er das Werk des französischen Arztes Alexis Carrel kennenlernte. Zunächst noch nicht religiös orientiert, wandte er sich ab 1949 dem Islam zu.

### Rückkehr nach Ägypten
Der 1951 erfolgte Beitritt zur Muslimbruderschaft war für Qutb ein kompletter Bruch mit seiner Vergangenheit, sah er sich nun durch seine neue Religiosität als neugeboren.
Bald wurde er Leiter einer missionarischen Sektion namens Naschr ad-Daʿwa („Verbreitung der Einladung zum Islam“). Da zu dieser Zeit die Kontakte zu den nationalistischen „Freien Offizieren“ noch unter einem guten Stern standen, gehörten auch Gamal Abdel Nasser und Muhammad Nagib (Nagib war der erste Präsident nach der Revolution) vor der Revolution 1952 zu seinen Zuhörern. Als Qutb jedoch während des Streites zwischen dem obersten Führer der Muslimbruderschaft, Hasan al-Hudaibi, und Nasser Partei für ersteren ergriff, wurde er dafür für einige Monate ins Gefängnis gesperrt.

### Gegnerschaft zu Nasser, Prozesse und Hinrichtung
Am 26. Oktober 1954, als Nasser in Alexandria eine Rede zur Feier des britischen Rückzugs hielt, wurde er von einem Muslimbruder namens Mahmud Abdel Latif aus einigen Metern Entfernung mehrmals angeschossen. Nasser blieb unverletzt und ließ nach seiner Rückkehr nach Kairo die Organisation zerschlagen. Zahlreiche Muslimbrüder wurden verhaftet und gefoltert, darunter auch Qutb. Das Urteil für Qutb, gefällt am 13. Juli 1955, lautete auf 25 Jahre Zwangsarbeit. Diese musste er anfänglich in einem Staatsgefängnis in Tura und dann in einem Gefängniskrankenhaus ableisten. Während seiner Haftzeit konnte er seine Hauptwerke Fī zilāl al-Qurʾān („Im Schatten des Koran“) und Maʿālim fī t-tarīq („Zeichen auf dem Weg“) schreiben. Letztgenannte Schrift wurde in ersten Entwürfen erstmals 1962 einem größeren Kreis vorgestellt. Qutb wurde 1964 durch die Intervention des irakischen Präsidenten Abd as-Salam Arif, der damals auf Staatsbesuch in Ägypten weilte, aus dem Gefängnis entlassen. Sein Buch Zeichen auf dem Weg wurde veröffentlicht, jedoch von der Zensur verboten, wieder zugelassen und nach der fünften Auflage erneut verboten.
Nach einer erneuten Anklage wegen Teilnahme an einer Verschwörung gegen Nasser bzw. Mitgliedschaft in einer terroristischen Vereinigung wurde Qutb in einem Gerichtsverfahren zum Tod durch Hängen verurteilt. Das Urteil wurde am 29. August 1966 vollstreckt.

## Ideologie

### Dschahilīya, der unislamische Zustand der „Unwissenheit“
Eine zentrale Rolle in Qutbs Denken spielt der Begriff der Dschāhilīya. Ursprünglich bezeichnet dieser Begriff die Zeit der „Unwissenheit“ vor dem Islam auf der arabischen Halbinsel. In der auf Ibn Taimiyya zurückgehenden Denktradition wird der Begriff allerdings auch für einen Zustand verwendet, der jederzeit eintreten kann, wenn eine Gesellschaft vom Islam abweicht. Qutb griff diesen Gedanken wieder auf, bezeichnete die ägyptische Gesellschaft als nicht islamisch, sondern als dschāhilī und meinte, dass die muslimischen Gesellschaften in seiner Zeit in einen solchen Zustand der Dschahiliyya zurückgefallen seien: Die Menschen hielten sich nicht mehr an die Richtlinien des Islam und verfielen damit seiner Ansicht nach der vorislamischen „Ignoranz“ und Unwissenheit.
Qutb folgerte, dass es für die Einteilung in eine entweder islamische oder nichtislamische (dschahilitische) Gesellschaft nur ein Kriterium gebe: Die islamische Gesellschaft ist diejenige, in der die Scharia mit allen Mitteln, auch mit Gewalt, vollständig umgesetzt ist. Auf dem Weg zur Beseitigung der Dschahilīya empfahl Qutb den Rückzug von der unislamischen Kultur, die Selbstreinigung und Befreiung von den Traditionen und Vorstellungen der dschahilitischen Gesellschaft. Wenn die Einzelnen die richtigen Überzeugungen verinnerlicht hätten, würden sie eine selbstständige Gesellschaft bilden. Wie beim Dominoeffekt sollte die Gemeinschaft der Muslime anwachsen und jeder einen anderen mit den Gedanken befruchten.

### Hākimīya und ʿUbūdīya
Zwei weitere Begriffe sind zentral in Qutbs Gedankengut: ʿUbūdīya, Knechtschaft, verstanden als Knechtschaft gegenüber Gott, und Hākimīya, verstanden als alleinige Herrschaft Gottes. Beide Begriffe spielen eine zentrale Rolle in seinem Buch „Zeichen auf dem Weg“. So erklärte Qutb dort, dass sich die Menschen von aller Knechtschaft (ʿUbūdīya) gegenüber anderen Menschen befreien müssten, um das Leben allein auf die Knechtschaft gegenüber Gott zu gründen. Qutb meinte, dass nur Gott anbetungswürdig sei und alle (politische und religiöse) Autorität Gott gehöre (al-Ḥākimīya li-Llāh). Eine Regierung könne ihre Souveränität nur auf Gott begründen, indem sie in seinem Namen regiert. Nur Gesetze und Handlungen, die sich von den heiligen Texten des Islam ableiten, seien legitim und gerecht. In der Dschahilīya, in der sich nach Qutb alle Gesellschaften befinden, wird die Souveränität auf Menschen übertragen und Menschen und Parteien werden an Stelle Gottes verehrt. Für Qutb stellt dies eine inakzeptable Blasphemie dar.
Eine Avantgarde müsse es in Angriff nehmen, die Dschāhilīya, die überall auf der Welt ihre tiefen Wurzeln geschlagen habe, von innen her zu zerstören. Diese Vorhut der islamischen Bewegung sollte als ihr Ziel die göttliche Herrschaft wieder einsetzen, wozu die Menschen verpflichtet seien.

### Antisemitismus
Zu den wichtigsten programmatischen Texten des islamistischen Antisemitismus gehört Sayyid Qutbs 1950 veröffentlichter Aufsatz Maʿrakatuna maʿ al-yahūd (Unser Kampf mit den Juden) in dem gleichnamigen Buch. Der 18-seitige Text verbreitet die Mär einer jüdischen Weltverschwörung und hat bis in die Gegenwart bedeutenden Einfluss auf die Entwicklung des Antisemitismus unter Islamisten. Qutb bezieht sich hierin auf den Topos, dass sich die Juden „vom ersten Tag an“ mit den Gegnern des Islams gegen die frühislamische Gemeinde verschworen hätten und den Islam seither erbittert bekämpfen würden:

„Die Juden von heute gleichen ihren Ahnen zur Zeit Mohammeds: Sie zeigen Feindseligkeit, seitdem der Staat von Medina gegründet wurde. Sie verübten Anschläge gegen die Gemeinschaft der Muslime vom ersten Tag an, an dem diese sich bildete. Die Juden betrieben Machenschaften und waren doppelzüngig, um die ersten Muslime anzugreifen. Und so machten sie immer weiter in ihrer Bosheit … um die Gemeinschaft der Muslime von ihrer Religion zu entfernen und sie dem Koran zu entfremden. […] Von solchen Kreaturen, die töten, massakrieren und Propheten verleumden, kann man nur eines erwarten: Menschenblut zu vergießen, schmutzige Mittel (verwenden), um ihre Machenschaften und ihre Bosheit weiter zu treiben. […] Allah hat Hitler gebracht, um über sie zu herrschen; […] und Allah möge (wieder) Leute schicken, um den Juden die schlimmste Art der Strafe zu verpassen; damit wird er sein eindeutiges Versprechen erfüllen.“

Muslime, die vom rechten Weg des Islam abzuweichen scheinen, denunziert er als Agenten des als feindlich verstandenen Judentums: Der Konflikt mit westlichen Gesellschaftsvorstellungen erscheint nachgerade als Existenzkampf der islamischen Gemeinschaft. Im ersten Teil seines 1952 erschienenen Korankommentars Fī ẓilāl al-qurʾān, der bis 1965 größtenteils im Gefängnis revidiert und ergänzt wurde, führt Qutb unter den „bösartigen Verschwörungen“, die die Juden angeblich angezettelt hätten, Atheismus, Kommunismus, Kapitalismus und sexuelle Unmoral auf und unterstellt ihnen, sie hätten sich zum Schein zum Islam bekehrt, um die muslimischen Gemeinden zu unterwandern und von innen her zu bekämpfen. Diese Verschwörungstheorie belegt Qutb in der Hauptsache mit Koranversen, zieht aber auch die Protokolle der Weisen von Zion heran, eine gefälschte Dokumentation angeblicher jüdischer Weltherrschaftspläne aus dem Jahr 1903, die er für authentisch hielt. „Das Verschwörerische“ gehöre zur „unveränderlichen Natur“ der Juden und präge neben Feigheit, Geiz, Verrat und Korruption ihr Verhalten bis in die Gegenwart. Diese Annahme einer unveränderlichen jüdischen Natur hat ihre Parallele im Rassismus der europäischen Antisemiten.
In seiner 1964 erschienenen, vordergründig rein islamisch argumentierenden Schrift Meilensteine nimmt Qutb den ursprünglich europäischen Antisemitismus auf und transformiert ihn mit Hilfe von Bausteinen aus der islamischen Tradition und dem Koran in einen islamisch begründeten Antisemitismus. Er verzichtet dabei durchweg auf Quellenangaben (es sei denn, um abzuwerten) zu seinen „Erkenntnissen“; die antisemitischen Stereotype europäischen Ursprungs lassen sich freilich nicht verbergen.
Der islamische Antisemitismus erlangte im Zuge der Auseinandersetzung mit der verstärkt einsetzenden Einwanderung von Juden nach Palästina eine generelle Bedeutung im Islam; vorher war er die ideologische Verblendung einer unbedeutenden Minorität oder in anderen Minoritäten wie den arabischen Christen virulent. Heute wird der Antisemitismus nicht nur vom Islamismus, sondern auch von breiten muslimischen Bevölkerungskreisen übernommen, wie Tânia Puschnerat ausführt:

„Islamisten rekurrieren auf Argumentationsmuster, deren historische Wurzeln im europäischen ausgehenden 19. Jahrhundert liegen; […] und sie können auf die Kenntnis, wenn nicht Akzeptanz dieser Haltungen in weiten Teilen zumal der arabischen Öffentlichkeit der Gegenwart rechnen.“

 Qutb stellte demnach das ideologische Bindeglied zwischen europäischem und islamischem Antisemitismus dar.

### Interpretation
Zentral im Denken Qutbs ist der Gedanke der Gottesherrschaft (Ḥākimiyyat Allāh). Für Qutb ist Gottesherrschaft mit der Geltung islamischen Rechts und einer islamischen Lebensweise gleichzusetzen. Sie soll durch Dschihad und Predigt zur Herrschaft gebracht werden. Qutbs weltweite Revolution zur Verwirklichung der Gottesherrschaft ist bei Osama bin Laden und dessen Mitstreitern auf fruchtbaren Boden gefallen.
Qutb begründete die Notwendigkeit einer „totalen Revolution“ mit der Verhinderung von wahrer Freiheit durch zum Beispiel soziale Institutionen. Für Qutb bedeutete Freiheit, die Freiheit der Unterwerfung unter den Willen Gottes zu wählen.
Zeichen auf dem Weg kritisiert und verurteilt die Demokratien, die Entwicklung des Liberalismus und des Kapitalismus. Im Vorwort zu dieser Schrift hält der Autor fest: „Die Menschheit ist heute am Rande eines Abgrundes, und zwar nicht wegen der drohenden Zerstörung, die über ihr schwebt. Dies ist nur ein Symptom des Übels und nicht die wahre Krankheit. […] sondern wegen der Abwesenheit der lebenswichtigen Werte, die notwendig sind, um ein gesundes Lebenssystem zu gründen und es weiterzuentwickeln.“ Ein „gesundes Lebenssystem“ unterliegt für Qutb der Beachtung der Scharia. Somit gibt es für ihn nur die „gesunde Entwicklung“ im Sinne des Islam, sonst keine.
Der Siegeszug des Liberalismus und Kapitalismus habe laut Qutb in der westlichen Welt zu gesellschaftlicher Ungerechtigkeit geführt, mit dem Resultat, dass man in der arabischen Welt begonnen habe, „die Strukturen des Ostblocks zu übernehmen, insbesondere das Wirtschaftssystem, und zwar im Namen des Sozialismus“.

Zugleich kritisierte er die Entwicklung seines ideologischen Widerparts: 

„Die kollektiven Theorien (allen voran der Marxismus), die angesichts ihres doktrinären Charakters anfänglich auf viele Menschen – im Osten wie im Westen – eine große Anziehungskraft ausübten, haben sich in intellektueller Hinsicht deutlich zurückentwickelt und stehen heute nur noch im Dienste des Staates und seiner Strukturen. Dieser Staat aber hat mit den doktrinären Prinzipien dieser Ideologien nichts mehr gemein.“

In diesen Beispielen finde man – während der 1970er Jahre von demonstrierenden iranischen Studenten auf einen Slogan reduziert: „No East no West, Islam is the best“ – auch jenseits des islamischen Anspruches, den Willen Gottes zu erfüllen und sich nach dem zu richten, was Gott herabgesandt habe, eine aus den politischen und sozialen Gegebenheiten resultierende Konsequenz, einen „dritten Weg“ zu suchen und anzubieten.

### Wirkungsgeschichte
Eine von Qutb bei Menschen westlicher Gesellschaften festgestellte zunehmende Entfremdung wurde zu einem ständigen Topos von islamistischen Denkern, die durch intensive Kontakte Erfahrung mit dem Westen gemacht haben. Entfremdung sei gemäß Peter Heine einer der zentralen Begriffe aller revolutionären islamistischen Bewegungen.
Die Dschihad-Gruppen, die seit den 1970er Jahren zum Beispiel in Ägypten, Syrien und Saudi-Arabien entstanden, beriefen sich unter anderem auf die Gedanken Sayyid Qutbs, vor allem auf seine Begriffsverwendung von Dschāhiliyya und Takfīr. So rechtfertigte Abd as-Salam Farag 1981 seine spätere Teilnahme an der Ermordung des ägyptischen Präsidenten Anwar Sadat in seiner Schrift al-Farīda al-ghāʾiba („Die vernachlässigte Pflicht“), da er den Dschihad als die von den Muslimen „vernachlässigte Pflicht“ bezeichnete, die es wiederzubeleben gelte.
Unklar ist jedoch, ob Sayyid Qutb selbst jeden einzelnen Menschen in Ägypten als Murtadd, als Abtrünnigen, ansah und ob er mit dem Takfīr der Herrscher zugleich auch den bewaffneten Kampf begründet hatte, wie die „Dschihadisten“ meinen.
Kepel verneint dies, was aber nichts daran ändert, dass Teile der jungen Mitglieder der Muslimbruderschaft mit ähnlichen Gedanken sympathisierten, während Hasan al-Hudaibi sich als Führer der Muslimbruderschaft in seinem Buch „Missionare, nicht Richter“ öffentlich vor allem von der Verwendung des Takfir-Begriffs abgrenzte.
Kritiker der Dschihadisten meinen, Qutb sei mit seiner Kritik an den „Muslimen“ über das Ziel hinausgeschossen, denn es gebe keine dschahilitischen (nichtislamischen) Gesellschaften, sondern nur viele Muslime, die sich in einem Zustand des Dschahl (Unwissenheit) befänden und Aufklärung benötigten. Der Takfīr gegenüber Muslimen, welche das Glaubensbekenntnis abgelegt hatten, sei nicht legitim, sondern selbst ein Akt des Unglaubens.
Die Repräsentanten der staatsnahen al-Azhar-Universität – nicht jedoch alle Religionsgelehrten – standen den Schriften Qutbs ablehnend gegenüber, ließen ihn zu einem Munharif (Abweichler) erklären und identifizierten seine Gedanken mit dem der Charidschiten, die die Exkommunikation, den Takfīr, zur Zeit des vierten Kalifen Ali ibn Abi Talib praktiziert haben sollen. Sie betrachteten Qutbs Wegzeichen als aufrührerischen, charidschitischen Text, der im Lichte der Aktionen gegen das Nasser-Regime gesehen werden müsse. Qutb sei nur ein religiöser Eiferer, der sich gegen die nationale Revolution verschworen habe. Das Ziel sei es, der Nation Schaden zuzufügen und sie ins Elend zurückzustoßen. Qutb selbst berief sich jedoch auf die islamische Tradition und lehnte eine Gleichsetzung mit den Charidschiten ab.
Sein Bruder Mohammed Qutb erwiderte 1975 auf die Vorwürfe gegen seinen Bruder, dass er ihn mehr als einmal habe sagen hören: „Wir sind Prediger und keine Richter. Unser Ziel ist es nicht, den Menschen Regeln aufzuzwingen, sondern ihnen diese eine Wahrheit nahezubringen, dass es keinen Gott außer Gott gibt. Tatsächlich wissen die Menschen nicht, welche Anforderungen diese Formel beinhaltet.“
Seit den 1950er Jahren wurde ein Teil der Muslimbrüder vom Regime verfolgt und verhaftet, ein anderer wurde kooptiert und erlangte Amt und Würden, wieder ein anderer Teil floh ins arabische Ausland, vor allem in die arabischen Golfstaaten; zur letzteren Gruppe gehört auch Yusuf al-Qaradawi, der einflussreiche Fernsehprediger auf dem arabischen Satellitensender Al Jazeera. Der revolutionäre in Ägypten verbliebene Teil der Muslimbrüder, der sich u. a. aus Studenten und Akademikern ohne Zukunftshoffnungen rekrutierte, wurde nicht nur in der Wortwahl, sondern auch in der Wahl der Mittel immer radikaler, besonders nach der Niederlage im Sechstagekrieg 1967 gegen Israel, die die Islamisten als gerechte Strafe für das ihrer Ansicht nach unislamische Regime sogar begrüßten und in den Gefängnissen feierten. Unter Anwar Sadat, der einen Kurswechsel zu einer pro-amerikanischen Außenpolitik anstrebte, wurden die inhaftierten Muslimbrüder als Gegengewicht zur nasseristischen Linken freigelassen und konnten sich reorganisieren, wobei sich der eine Teil um Hudaibi mit dem Regime arrangierte, während die Radikalen sich im Untergrund als Dschihad-Gruppen, namentlich als Islamischer Dschihad und als Takfir wa’l-Hidschra, formierten, die Armee unterwanderten und Anschläge verübten. Die Beziehung der Muslimbrüder zum Regime verschlechterte sich 1977 erheblich aufgrund des Friedensabkommens mit Israel in Camp David, das der Sadat-Attentäter als den Hauptgrund für den Anschlag auf Sadat nannte. Einer der Mitbegründer des Islamischen Dschihad, Aiman az-Zawahiri, kämpfte mit Osama bin Laden gegen die USA, Israel und alle, die sie als „Helfer“ der „amerikanisch-zionistischen“ Pläne ausmachen.

## Werke

### Islam und Islamismus
- في ظِلال القُرآن / Fī ẓilāl al-qurʾān (Im Schatten des Korans), 1951–1965, Korankommentar in 30 Bänden. Erster Teil veröffentlicht 1952
- التصوير الفني في القرآن / at-taṣwīr al-fannī fī l-qurʾān (eine literaturwissenschaftliche Abhandlung über den Koran), 1944/45
- العَدَالَة الإجتِماعِيَّة في الإسلام / al-ʿadāla al-iǧtimāʿiyya fī l-Islām (Soziale Gerechtigkeit im Islam), 1949
- معركتنا مع اليهود / Maʿrakatunā maʿa l-Yahūd (Unser Kampf gegen die Juden), 1950; wieder Dschidda, 1970; wieder Dar al-Shureq, Kairo 1989
  - Engl. Fassung: Ronald Nettler: Past trials and present tribulations: a Muslim fundamentalist's view of the Jews. Pergamon, Oxford & Butterworth-Heinemann 1987, ISBN 0-08-034791-6, S. 72–89
- معركة الإسلام والرأسمالية / Maʿrakat al-Islām wa-l-Raʾsumāliyya (Der Kampf zwischen Islam und Kapitalismus), 1951
- السلام العالمي والإسلام / as-Salām al-ʿĀlamī wa-l-Islām (Weltfrieden und Islam), 1951
- دراسات إسلامية / Dirāsāt Islāmiyya (Islamische Studien), 1953
- هذا الدين / Hāḏa d-Dīn (Diese Religion), 1954
- المستقبل لهذا الدين / al-Mustaqbal li-hāḏa d-Dīn (Die Zukunft dieser Religion), 1954
- خصائص التصور الإسلامي ومقوماته / Ḫaṣāʾiṣ at-Taṣawwur al-Islāmī wa-Muqawwamātuhu (Die Charakteristiken und Werte islamischen Benehmens), 1960
- الإسلام ومشكلات الحضارة / al-Islām wa-Muškilāt al-Ḥaḍāra (Islam und Zivilisationsprobleme), nach 1954
- معالم في الطريق / Maʿālim fī ṭ-ṭarīq
  - englisch: Milestones[29] englische Version online (Memento vom 12. April 2003 im Internet Archive)
  - deutsch: Zeichen auf dem Weg, aus dem Englischen übersetzt von Muhammed Shukri, mit einem Vorwort von Muhammad Rassoul, Köln 2005
  - deutsch: Wahre Zeichen auf dem Weg. Kritische Ausgabe Aus dem Englischen übersetzt und kommentiert von Michael Fisch. Weidler Buchverlag, Berlin 2023. (= Beiträge zur transkulturellen Wissenschaft. Band 22). (Im Erscheinen.)
  - deutsch: Auszüge. Aus dem Arabischen, nach der zehnten Auflage Kairo 1983 Wegmarken. In: Der politische Auftrag des Islam. Programme und Kritik zwischen Fundamentalismus und Reformen. Originalstimmen aus der islamischen Welt. Herausgegeben von Andreas Meier. Peter Hammer Verlag, Wuppertal 1994, ISBN 3-87294-616-1, S. 194–204 (mit Einl. des Hg.)

### Poesie, autobiografische Romane
- مهمة الشاعر في الحياة وشعر الجيل الحاضر / Mahammat aš-šāʿir fī l-ḥayāt wa-šiʿr al-ǧīl al-ḥāḍir (Die Aufgabe des Poeten für das Leben und der Poesie für die heutige Generation), 1933
- الشاطئ المجهول / aš-Šāṭiʾ al-maǧhūl (Das unbekannte Ufer), 1933
- طفل من القرية / Ṭifl min al-qarya (Kind vom Dorf), 1946
  - englisch: Sayyid Outb: A Child From the Village. Hrsg.: J. Calvert, W. Shepard. Syracuse University Press, 2003, ISBN 0-8156-0805-5. (Online-Teilansicht)
  - deutsch: Kindheit auf dem Lande. Ein ägyptischer Muslimbruder erinnert sich. Übers. Horst Hein. Edition Orient, Berlin 1997, ISBN 3-922825-62-1

### Deutschsprachige Literatur
- Sabine Damir-Geilsdorf: Herrschaft und Gesellschaft. Der islamistische Wegbereiter Sayyid Qutb und seine Rezeption. Ergon, Würzburg 2003, ISBN 3-89913-319-6.
- Peter Heine: Die Gedankenwelt des Sayyid Qutb. In: Peter Heine: Terror in Allahs Namen. Extremistische Kräfte im Islam. Herder, Freiburg 2001, ISBN 3-451-05240-7, S. 105–110.
- Gilles Kepel: Der Prophet und der Pharao. Piper, München 1995, ISBN 3-492-03786-0, S. 35–71.
- Gilles Kepel: Das Schwarzbuch des Dschihad. Aufstieg und Niedergang des Islamismus. Piper, München 2002, ISBN 3-492-04432-8, S. 39–50.
- Thomas J. Moser: Politik auf dem Pfad Gottes: Zur Genese und Transformation des militanten sunnitischen Islamismus. innsbruck university press, Innsbruck 2012, ISBN 978-3-902811-67-7, S. 81–100.
- Muhammad Sameer Murtaza: Sayyid Qutbs hermeneutische Methoden und Auslegung des Qur'ans am Beispiel der Sure al-baqara. In: Karimi, Milad; Khorchide, Mouhanad: Jahrbuch für Islamische Theologie und Religionspädagogik. Freiburg 2012, S. 39–61.
- Imad Mustafa: Der politische Islam. Zwischen Muslimbrüdern, Hamas und Hizbollah. Promedia. Wien, 2013, ISBN 978-3-85371-360-0.
- Götz Nordbruch: Qutb, Sayyid, in: Handbuch des Antisemitismus, Band 2/2, 2009, S. 663 f.
- Armin Pfahl-Traughber: Islamistische Ideologie in deutscher Sprache. Eine extremismustheoretische Analyse von Maududi- und Qutb-Übersetzungen. In: Armin Pfahl-Traughber (Hrsg.): Jahrbuch für Extremismus und Terrorismusforschung 2013. Brühl 2013, ISBN 978-3-938407-62-2, S. 161–185.

### Englisch- und französischsprachige Literatur
- John Calvert: Sayyid Qutb and the origins of radical islamism. Hurst, London 2010, ISBN 978-1-84904-006-8.
- Olivier Carré: Mystique et Politique. Lecture révolutionnaire du Coran par Sayyid Qutb, Frère Musulman radical. Presses de la Fondation Nationale des Science Politiques, Paris 1984, ISBN 2-7246-0496-2, (Patrimoines Islam).
- John L. Esposito (Hrsg.): Voices of Resurgence Islam Oxford UP, NY 1983, ISBN 0-19-503340-X.
- Fawaz A. Gerges: Making the Arab World: Nasser, Qutb, and the Clash That Shaped the Middle East. Princeton University Press, Princeton 2018, ISBN 978-0-691-16788-6.
- Sayed Khatab: The power of sovereignty: the political and ideological philosophy of Sayyid Qutb. Routledge, London, 2006.
- Adnan A. Musallam: From Secularism to Jihad. Sayyid Qutb and the Foundations of Radical Islamism. Praeger, Westport CT u. a. 2005, ISBN 0-275-98591-1.
- Ronald L. Nettler: Past trials and present tribulations. A Muslim fundamentalist's view of the Jews. Published for the Vidal Sassoon International Center for the Study of Antisemitism, the Hebrew University of Jerusalem by Pergamon Press, Oxford 1987, ISBN 0-08-034791-6, Reihe: Studies in antisemitism.
- William E. Shepard: Sayyid Qutb's Doctrine of 'Jāhiliyya'. In: International Journal of Middle East Studies 35/4 (2003), S. 521–545.